# Comuna Nocrich, Sibiu
Nocrich (în maghiară Újegyház, în germană Leschkirch) este o comună în județul Sibiu, Transilvania, România, formată din satele Fofeldea, Ghijasa de Jos, Hosman, Nocrich (reședința) și Țichindeal.

## Demografie
Componența etnică a comunei Nocrich
     Români (87,61%)
     Alte etnii (0,35%)
     Necunoscută (12,05%)
Componența confesională a comunei Nocrich
     Ortodocși (85,98%)
     Alte religii (1,88%)
     Necunoscută (12,14%)
Conform recensământului efectuat în 2021, populația comunei Nocrich se ridică la 3.188 de locuitori, în creștere față de recensământul anterior din 2011, când fuseseră înregistrați 2.868 de locuitori. Majoritatea locuitorilor sunt români (87,61%), iar pentru 12,05% nu se cunoaște apartenența etnică. Din punct de vedere confesional, majoritatea locuitorilor sunt ortodocși (85,98%), iar pentru 12,14% nu se cunoaște apartenența confesională.

## Politică și administrație
Comuna Nocrich este administrată de un primar și un consiliu local compus din 13 consilieri. Primarul, Adrian Mușoaie[*], de la Partidul Social Democrat, este în funcție din octombrie 2020. Începând cu alegerile locale din 2024, consiliul local are următoarea componență pe partide politice:
|  | Partid                          | Consilieri | Componența Consiliului | Componența Consiliului | Componența Consiliului | Componența Consiliului | Componența Consiliului | Componența Consiliului |
|  | ------------------------------- | ---------- | ---------------------- | ---------------------- | ---------------------- | ---------------------- | ---------------------- | ---------------------- |
|  | Partidul Social Democrat        | 6          |                        |                        |                        |                        |                        |                        |
|  | Partidul Ecologist Român        | 3          |                        |                        |                        |                        |                        |                        |
|  | Alianța pentru Unirea Românilor | 2          |                        |                        |                        |                        |                        |                        |
|  | Partidul Național Liberal       | 2          |                        |                        |                        |                        |                        |                        |

## Atracții turistice
- Biserica Ortodoxă din satul Nocrich
- Biserica Evanghelică fortificată din Nocrich
- Biserica fortificată din satul Hosman, construcție secolul al XIII-lea
- Biserica Ortodoxă din satul Fofeldea
- Biserica Ortodoxă din satul Ghijasa de Jos
- Biserica Ortodoxă din satul Țichindeal
- Monumentul Eroilor din Nocrich

## Primarii comunei
- 1996[7] - 2000 - Armenciu Iosif, de la PDAR
- 2000[8] - 2004 - Anghel Emil, de la PD
- 2004[9] - 2008 - Anghel Emil, de la PSD
- 2008[10] - 2012 - Vișa Ionel, de la PSD
- 2012[11] - 2016 - Vișa Ionel, de la PDL
- 2016[12] - 2020 - Vișa Ionel, de la PNL
- octombrie 2020 - prezent - Mușoaie Adrian , de la PSD

## Personalități născute aici
- Teodor Aaron (1803 - 1859), cleric, pedagog.
- Iosif Filip (1940 - 2019), pedagog.

## Imagini

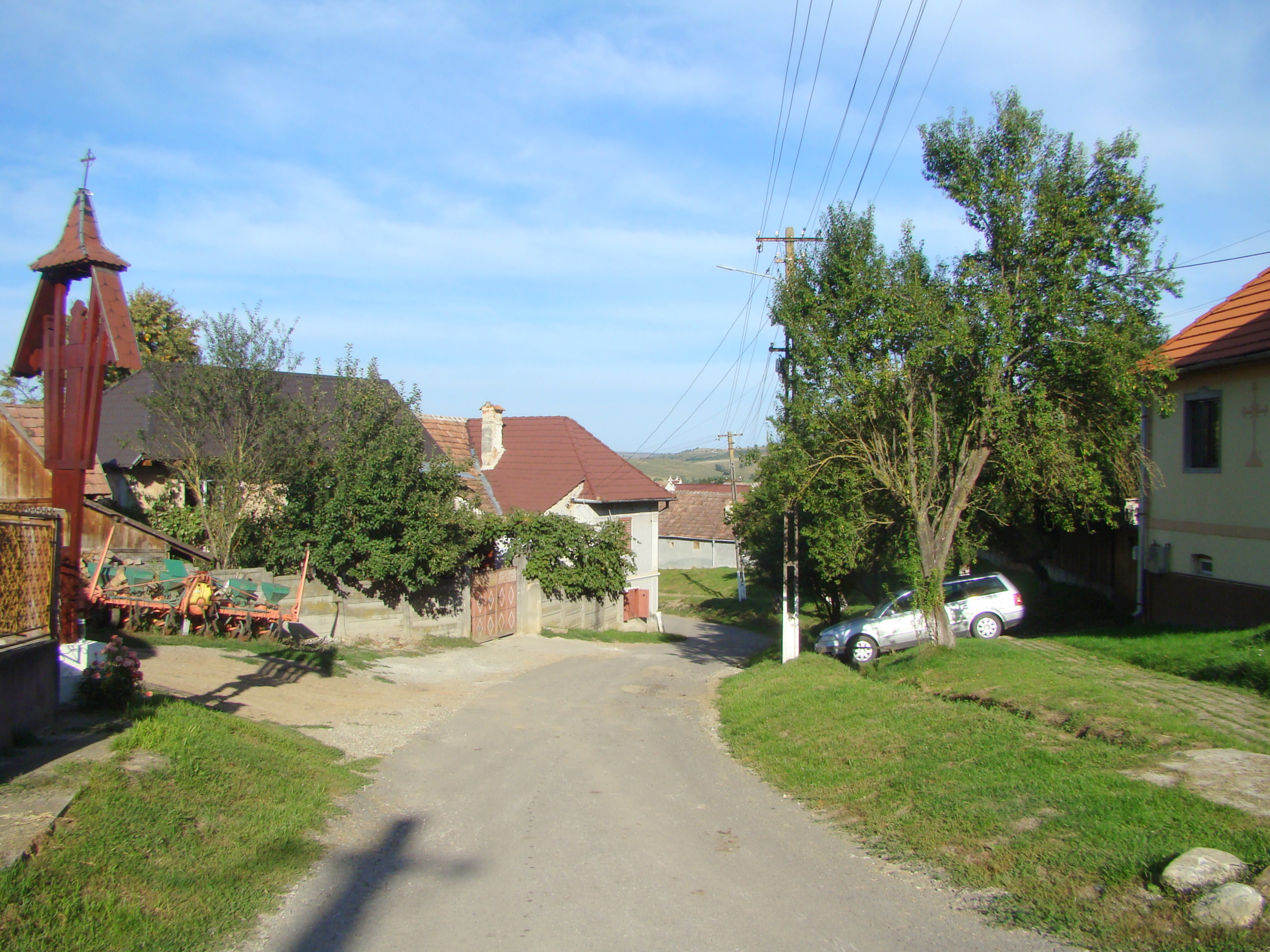
Nocrich
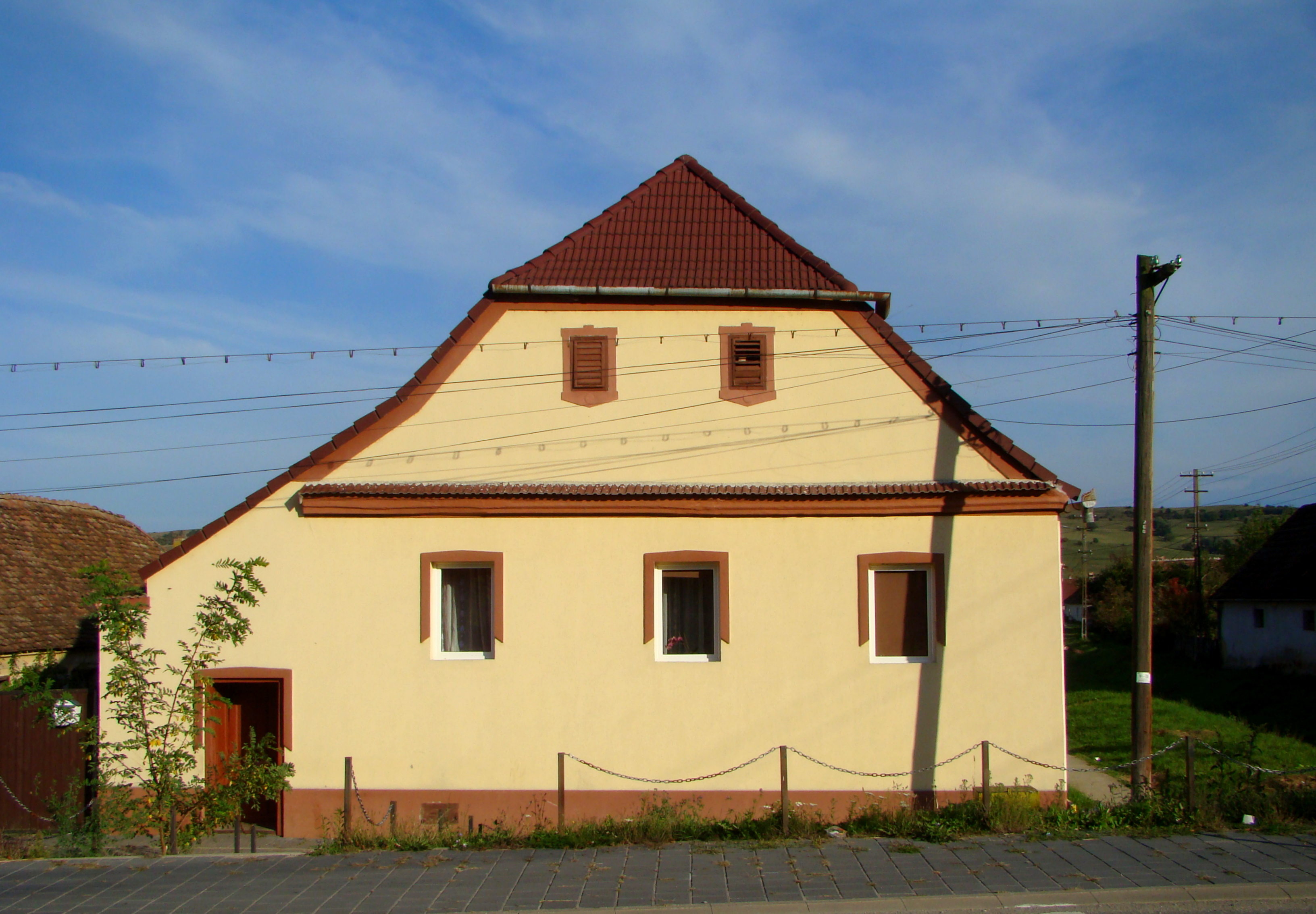
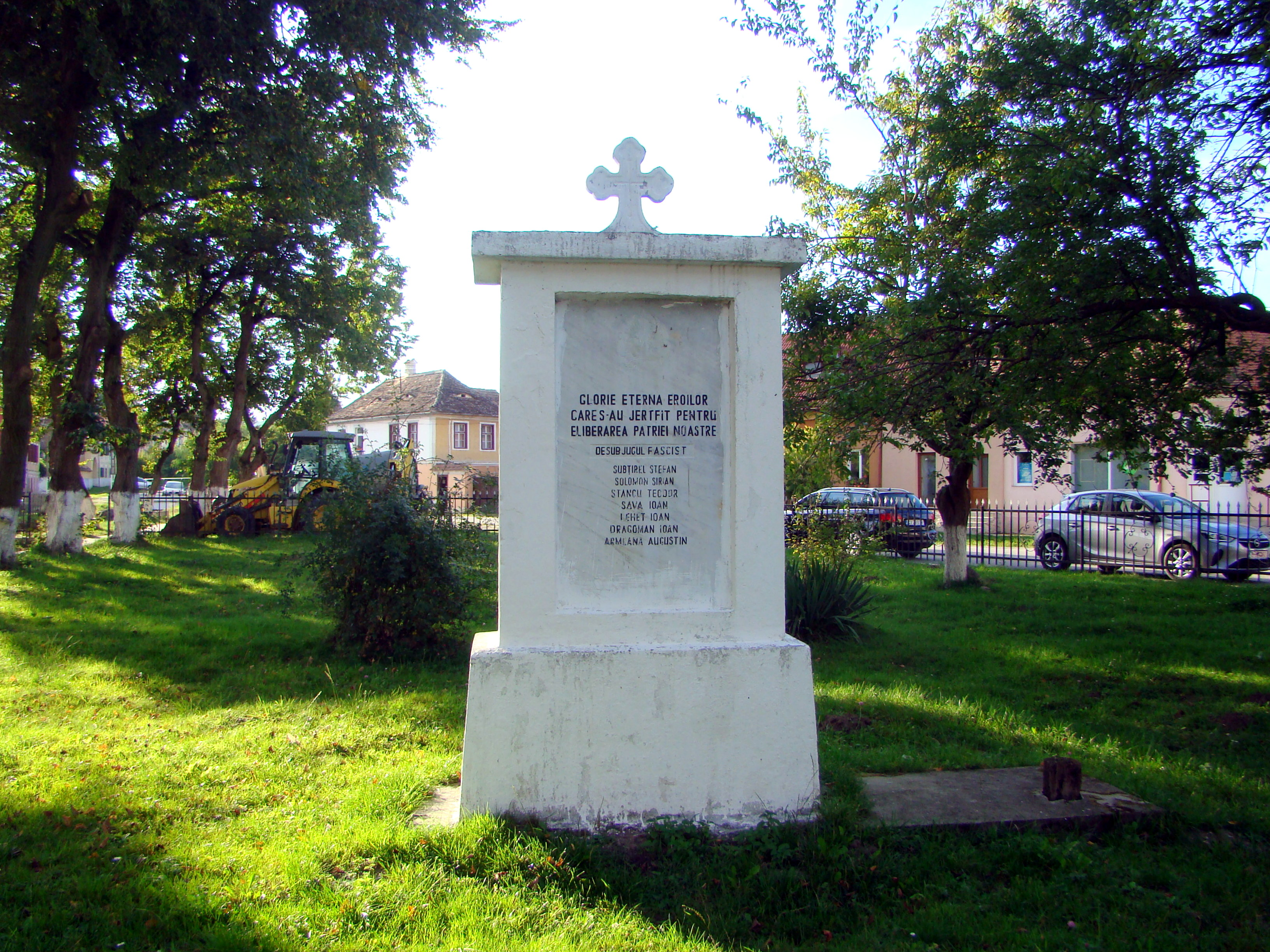
Monumentul eroilor
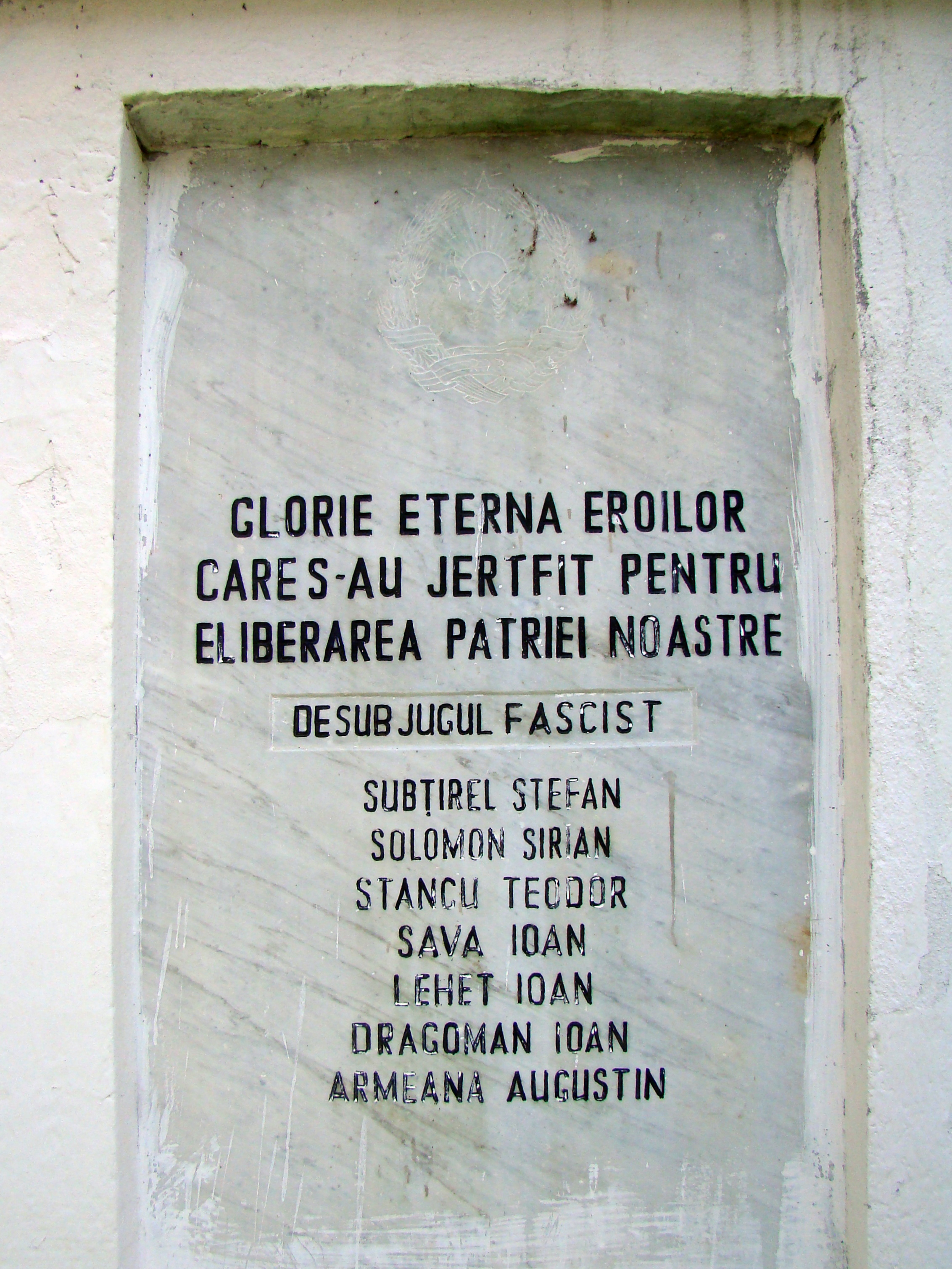
Monumentul eroilor (detaliu)
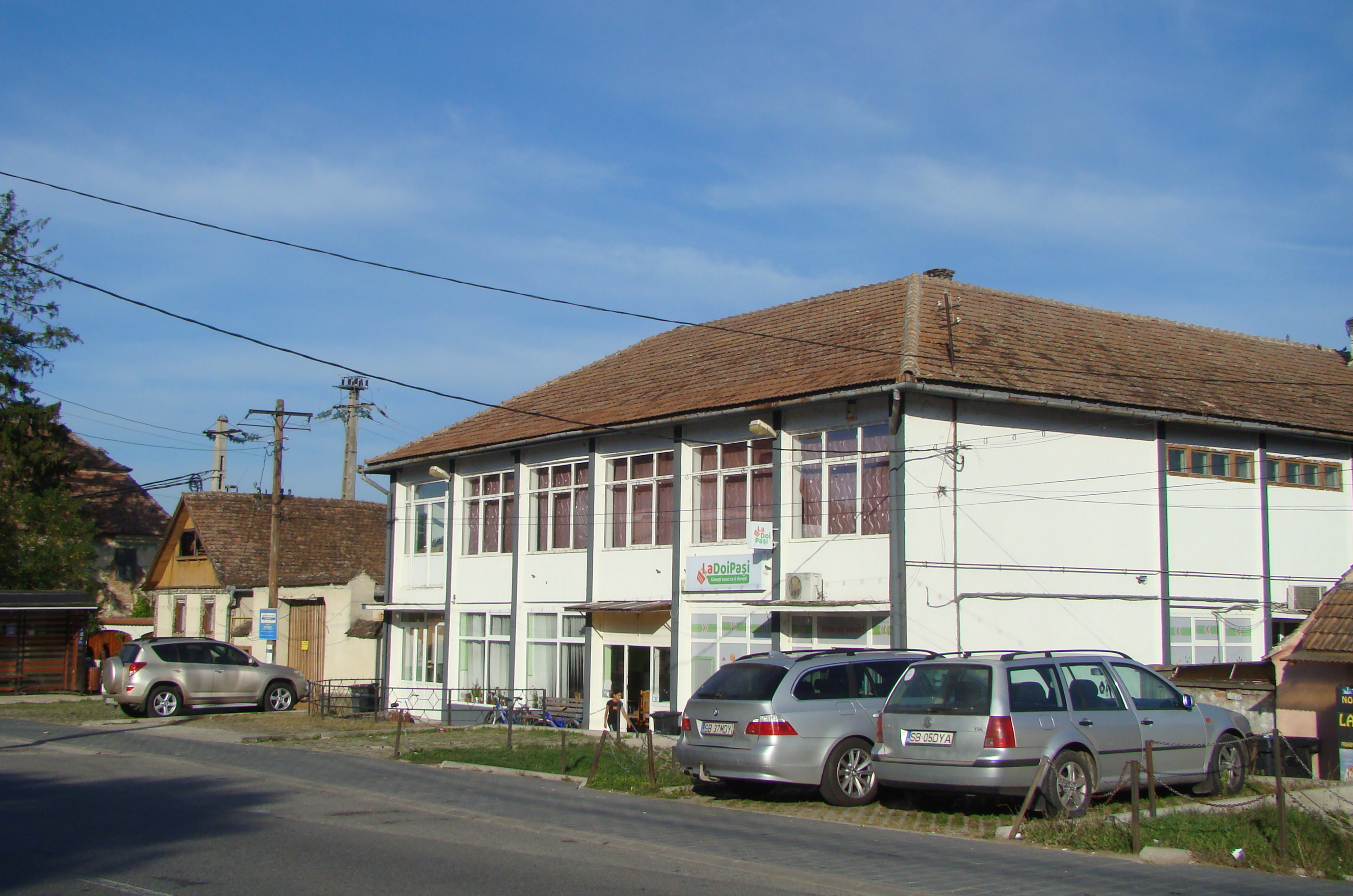
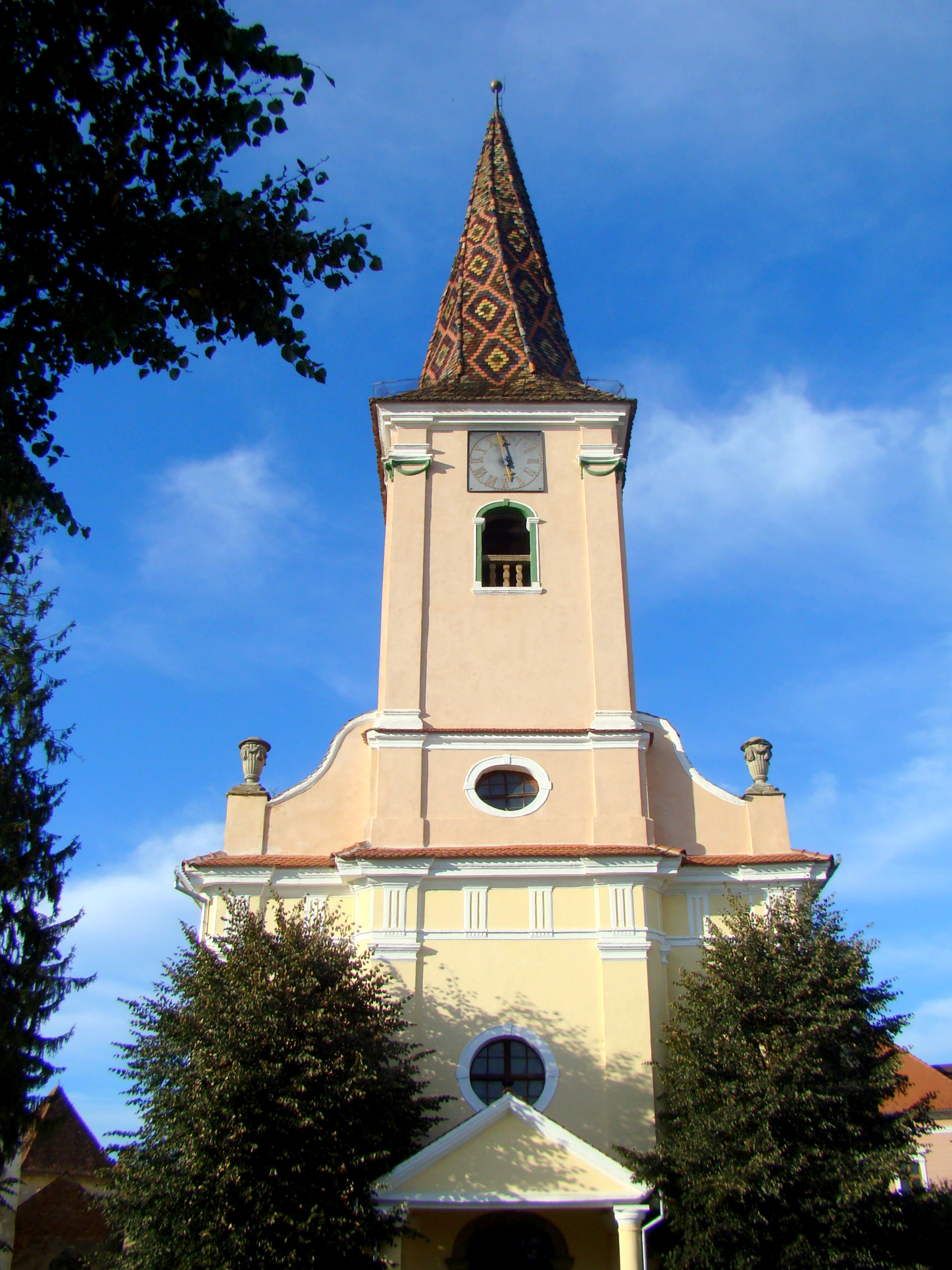
Biserica evanghelică (monument istoric)
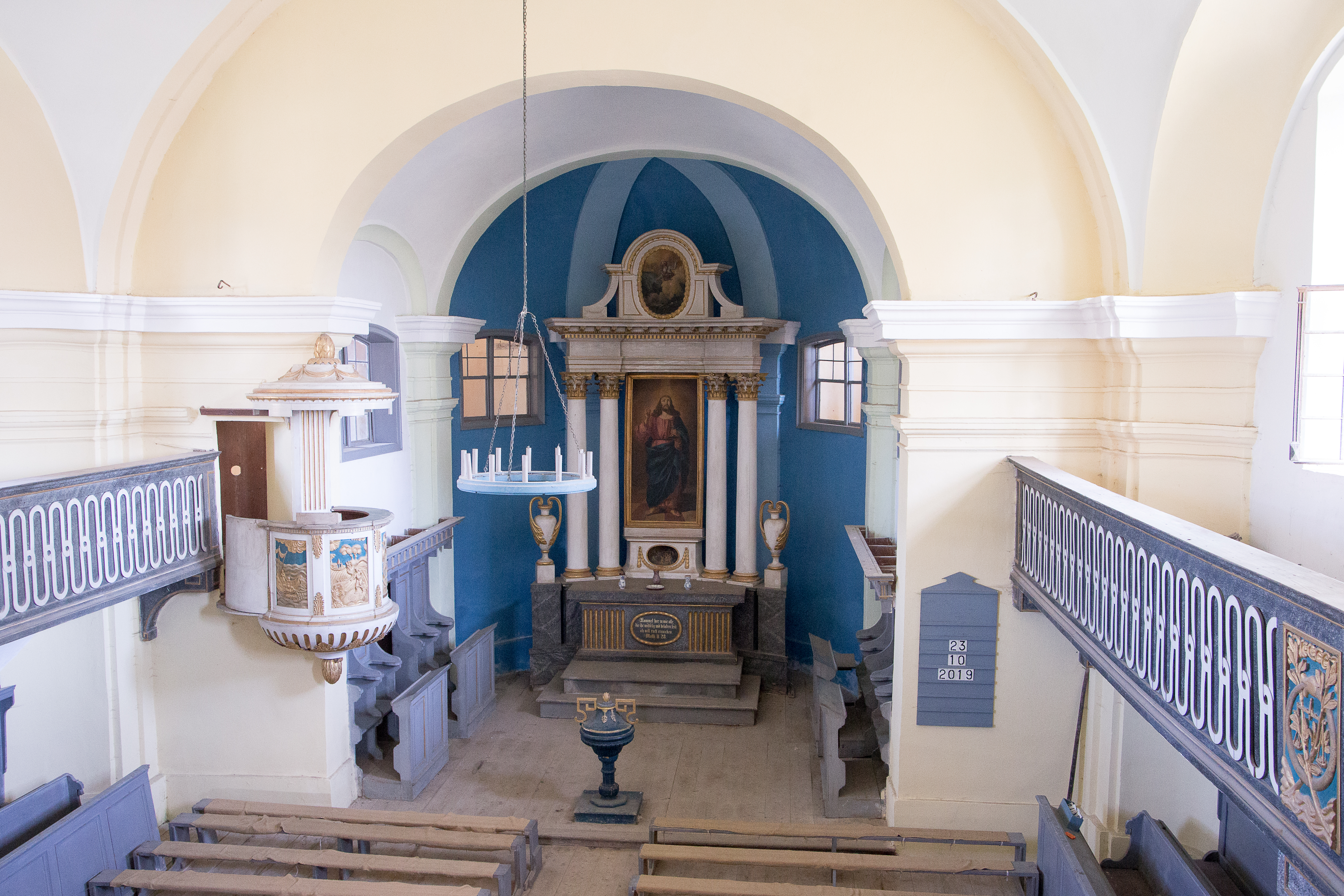
Biserica evanghelică (monument istoric)
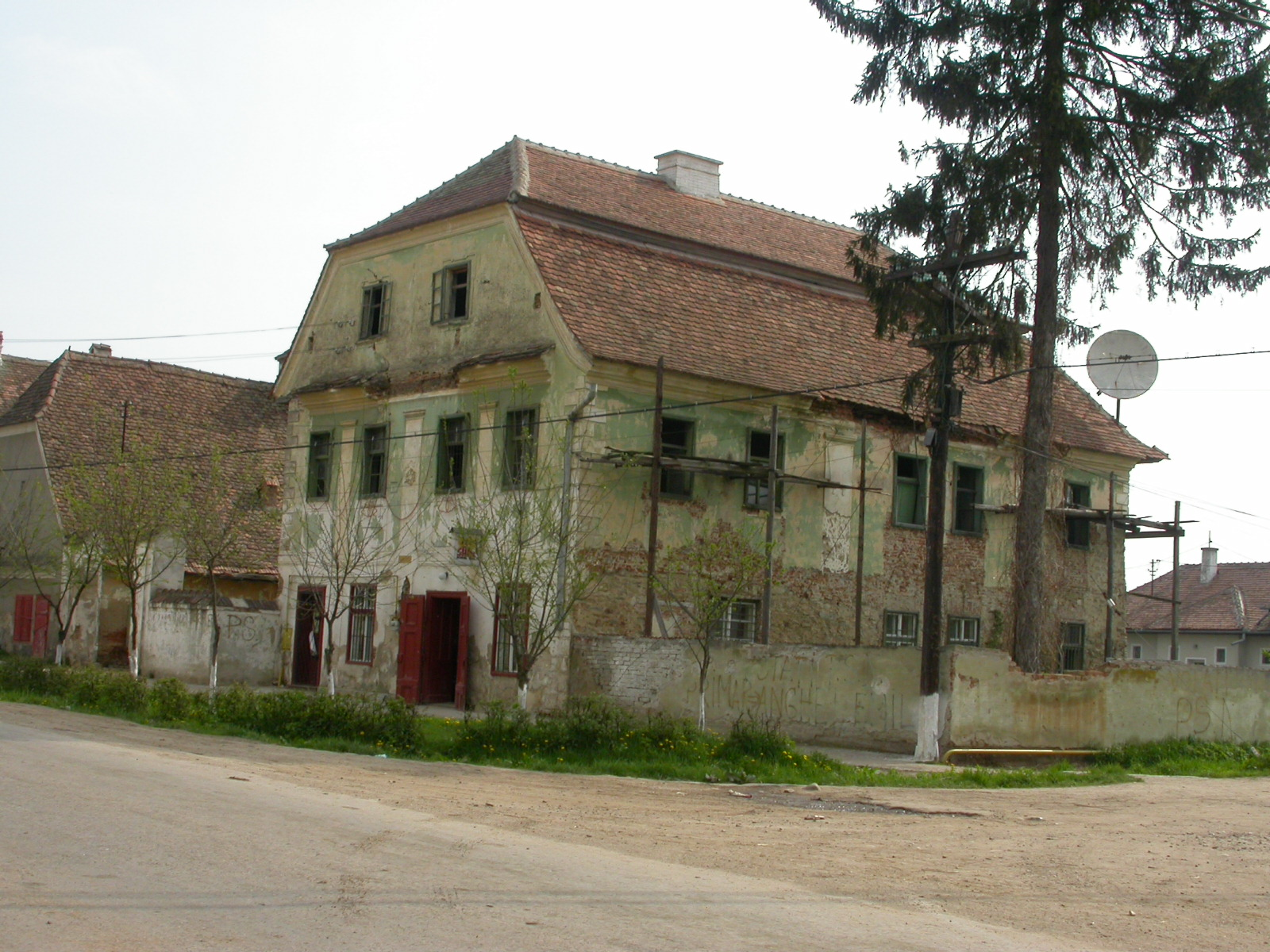
Casa familiei Brukenthal (monument istoric)
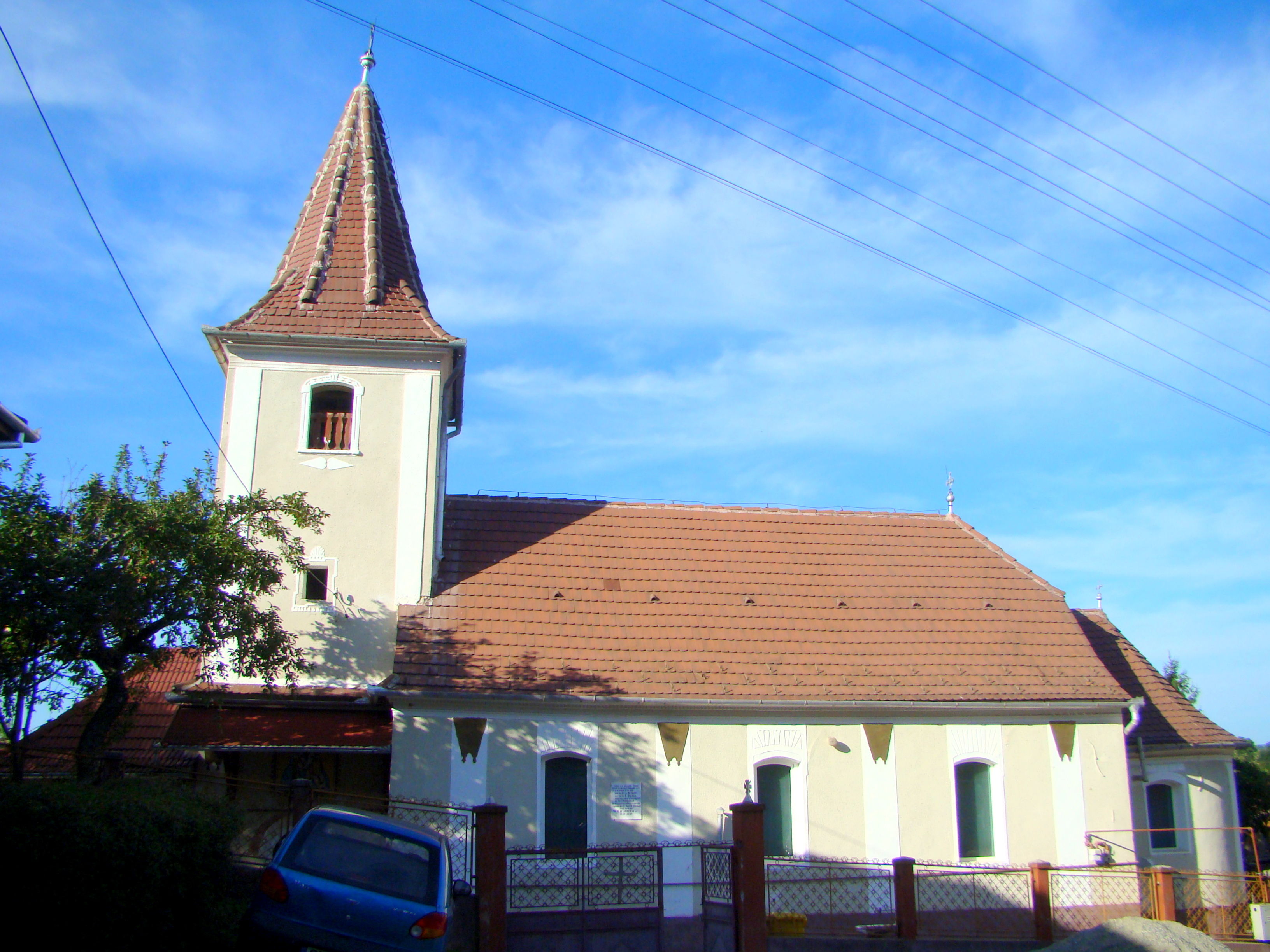
Biserica Sfântul Vasile din Nocrich (monument istoric)
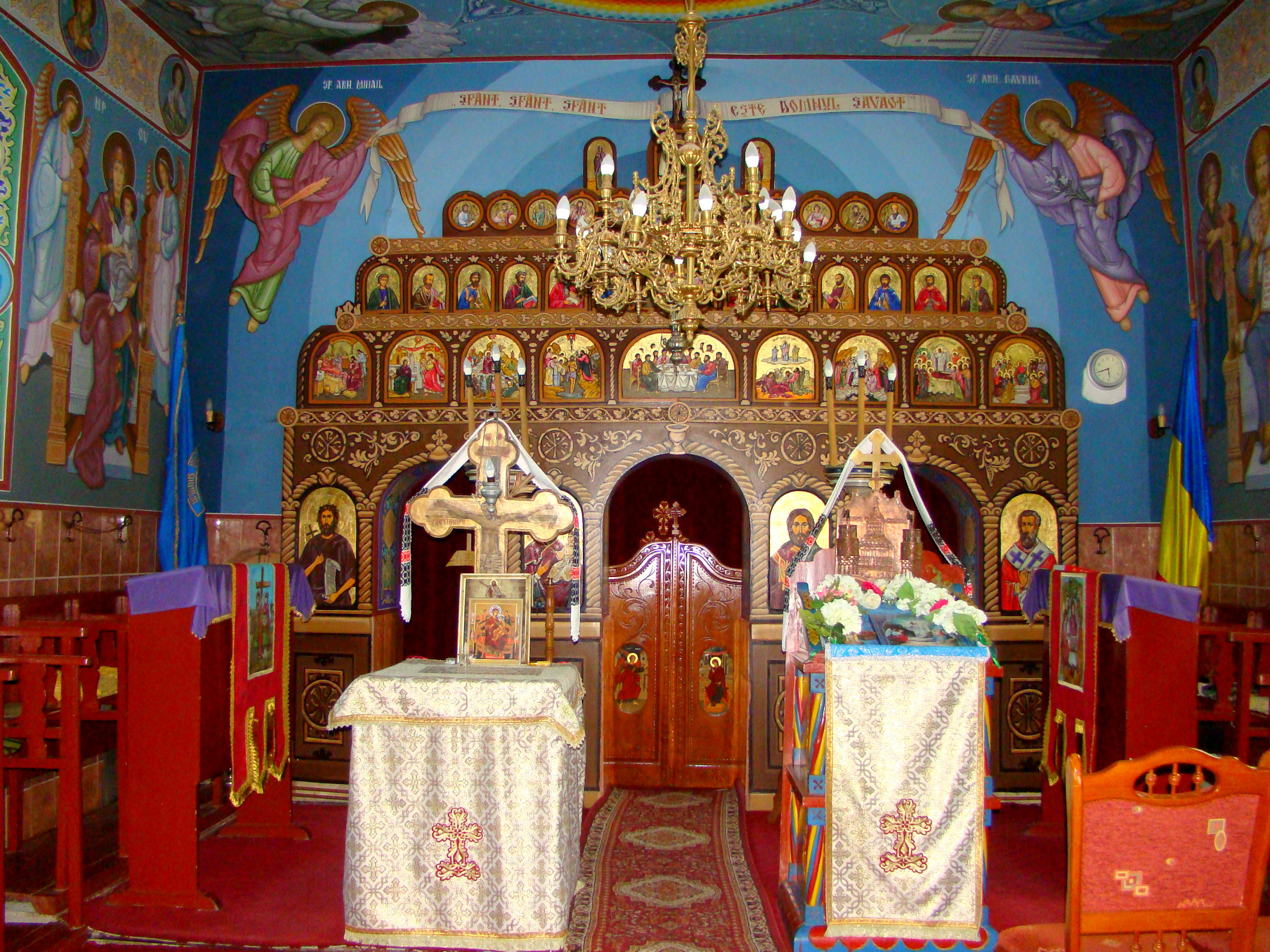
Biserica Sfântul Vasile din Nocrich (monument istoric)
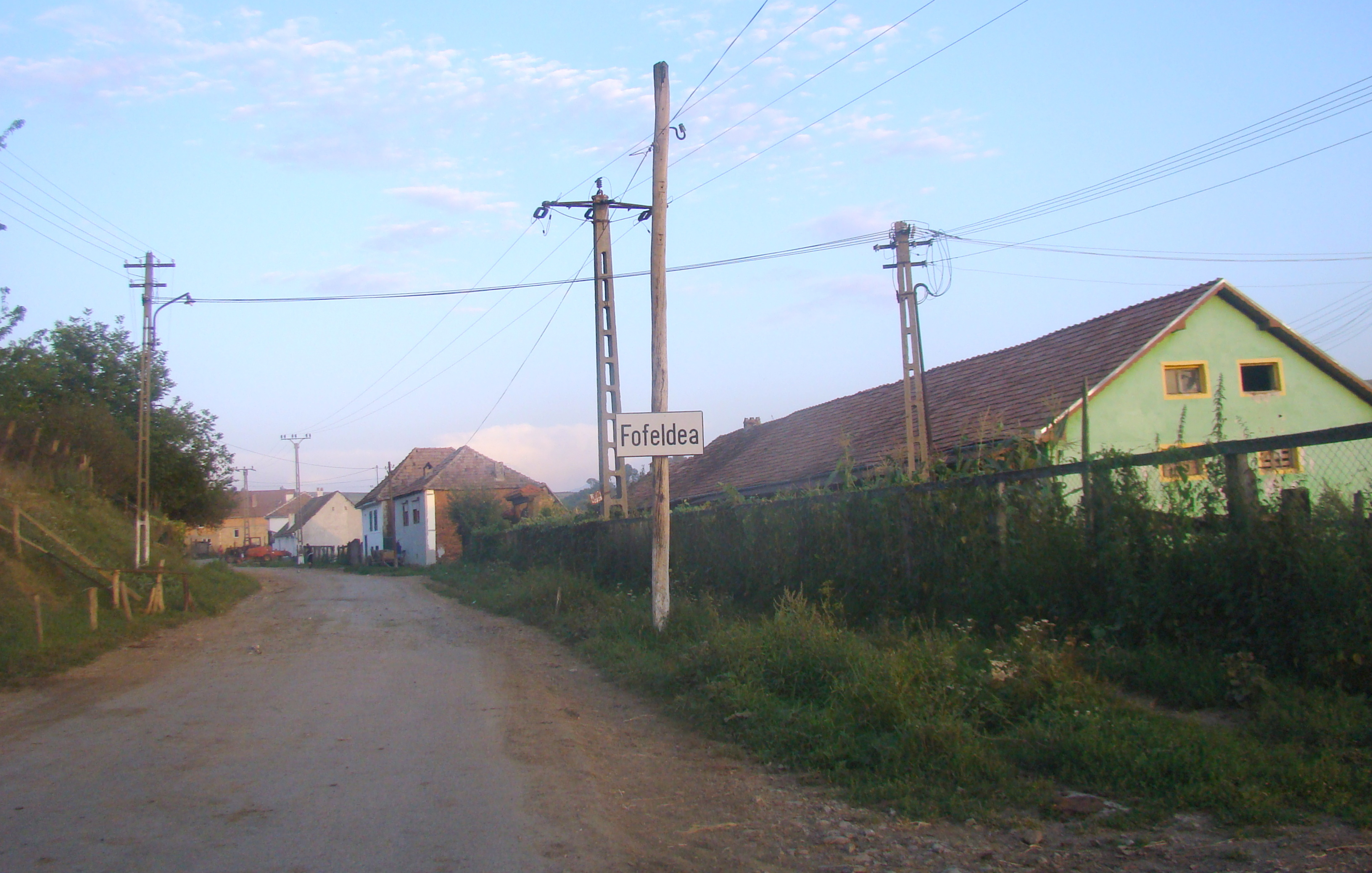
Fofeldea
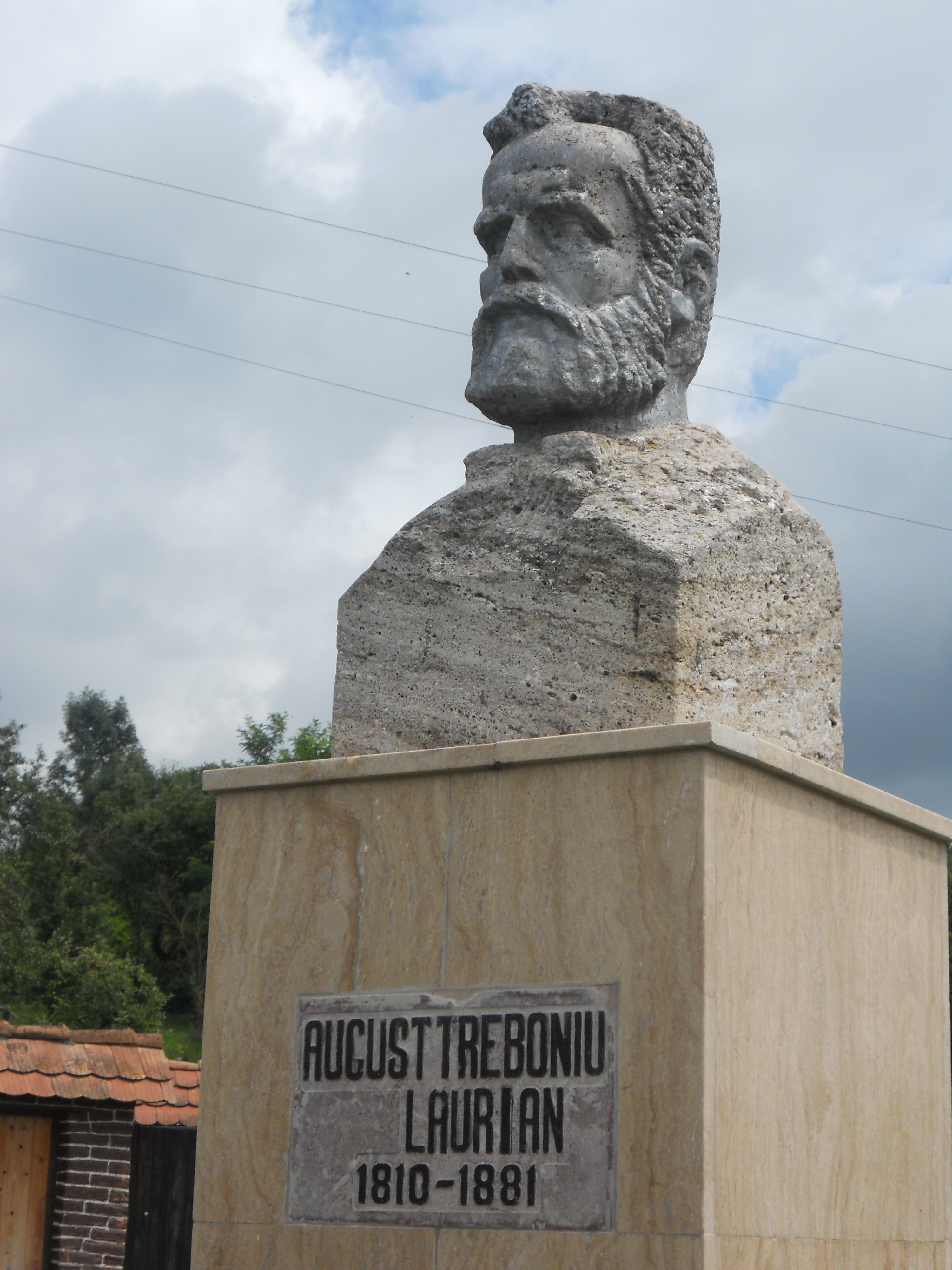
Bustul lui August Treboniu Lurian (monument istoric)
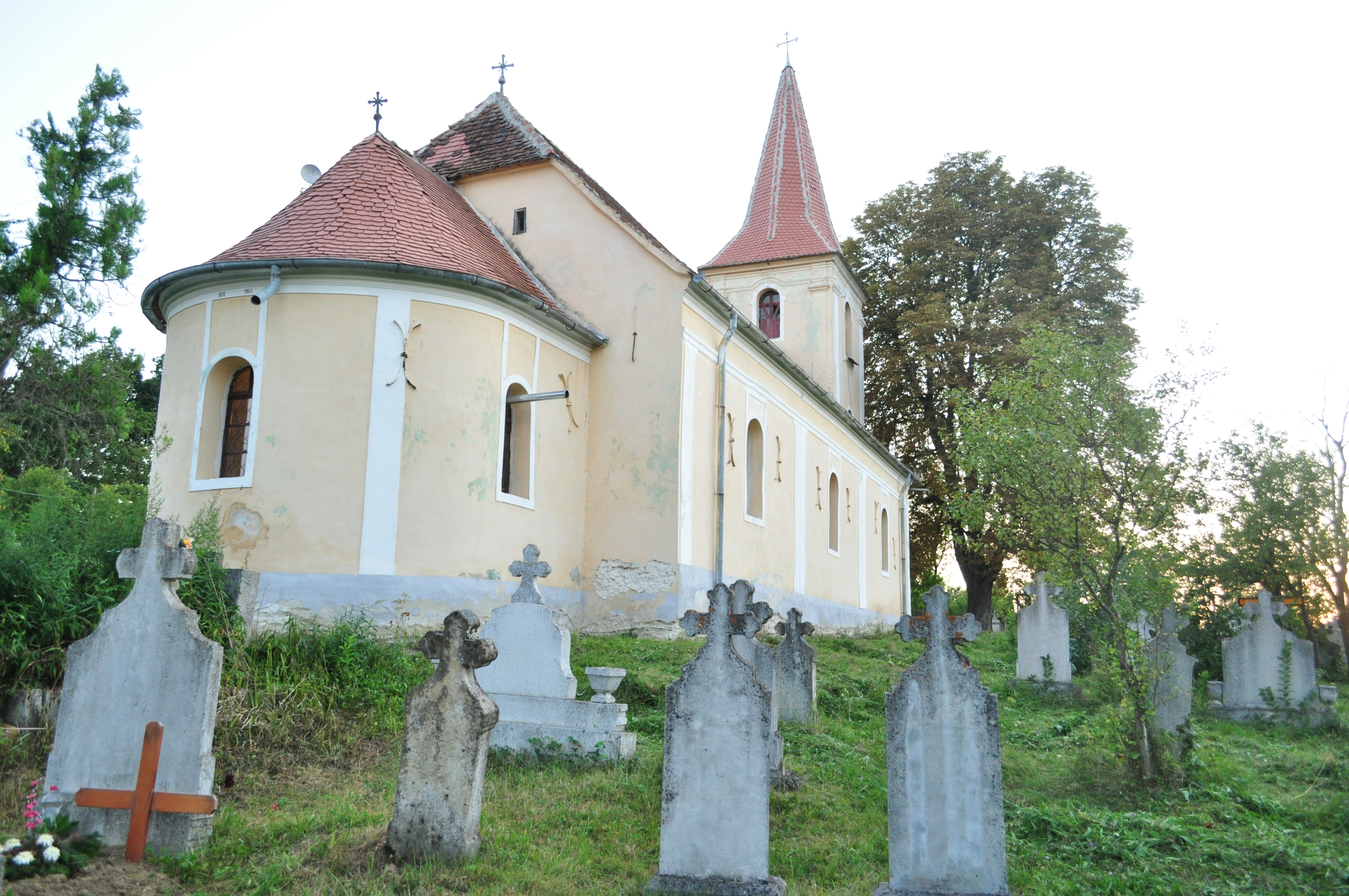
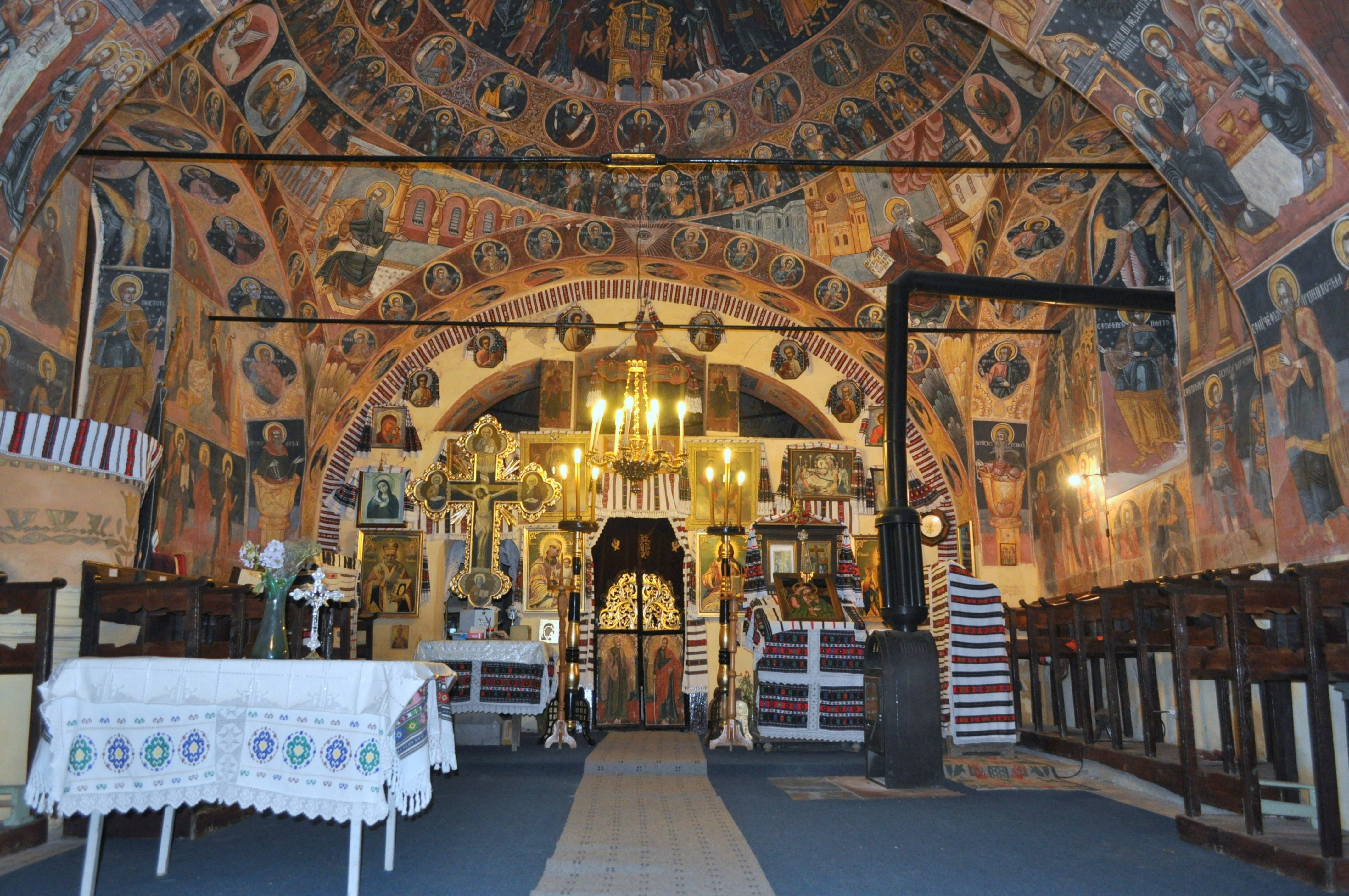
Biserica Sfântul Vasile din Fofeldea (monument istoric)
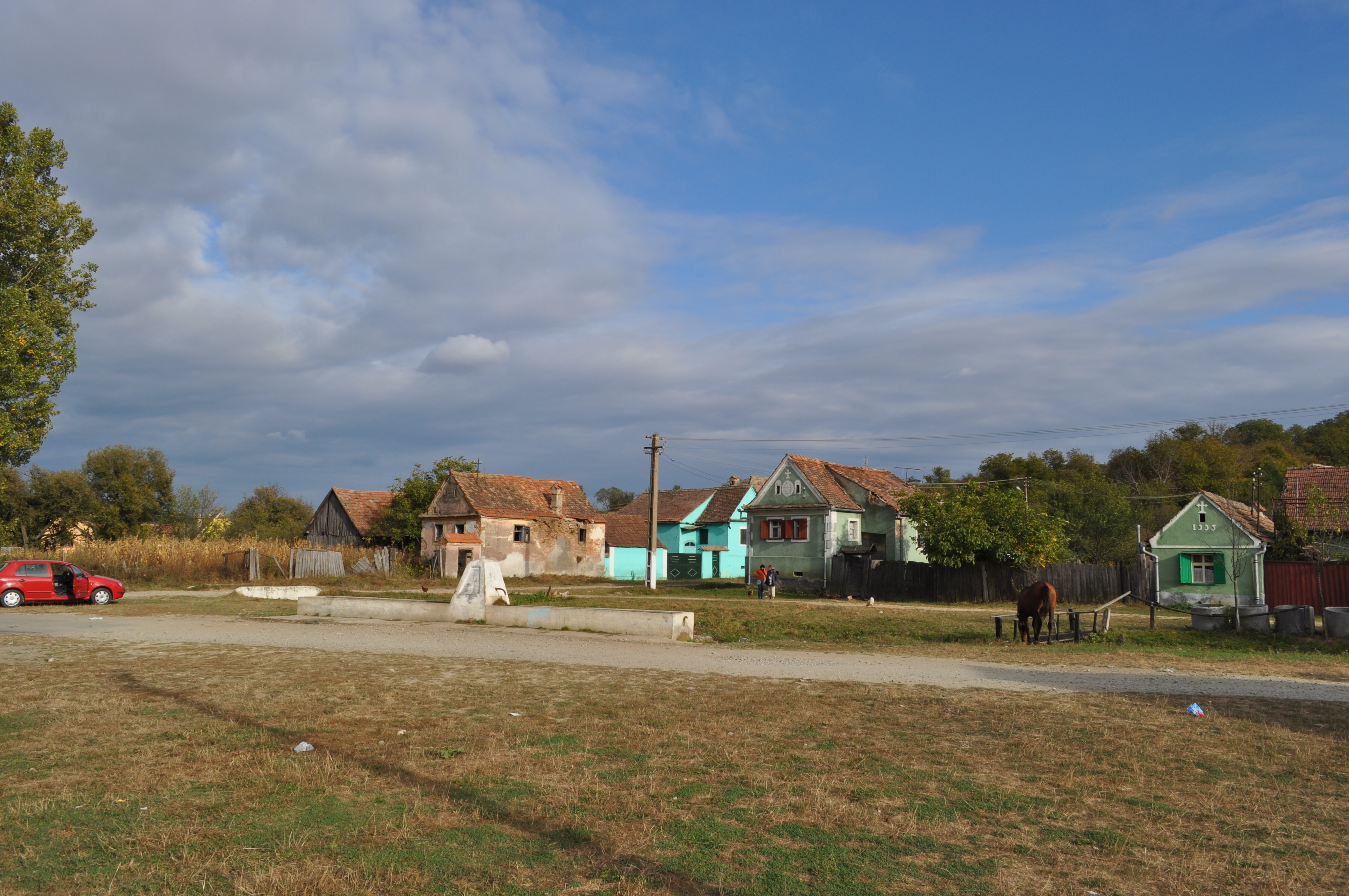
Țichindeal
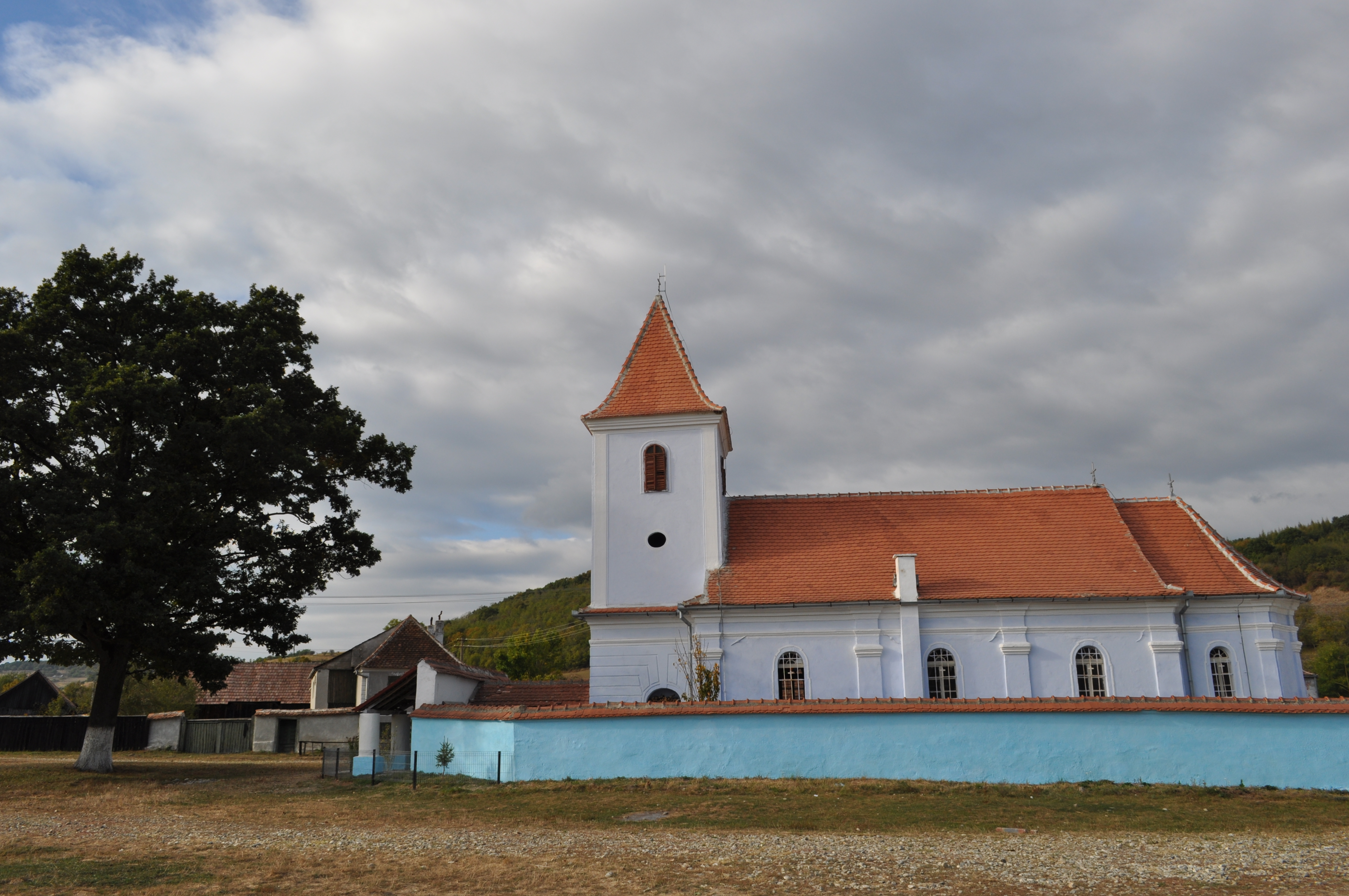
Biserica „Cuvioasa Parascheva” (monument istoric)
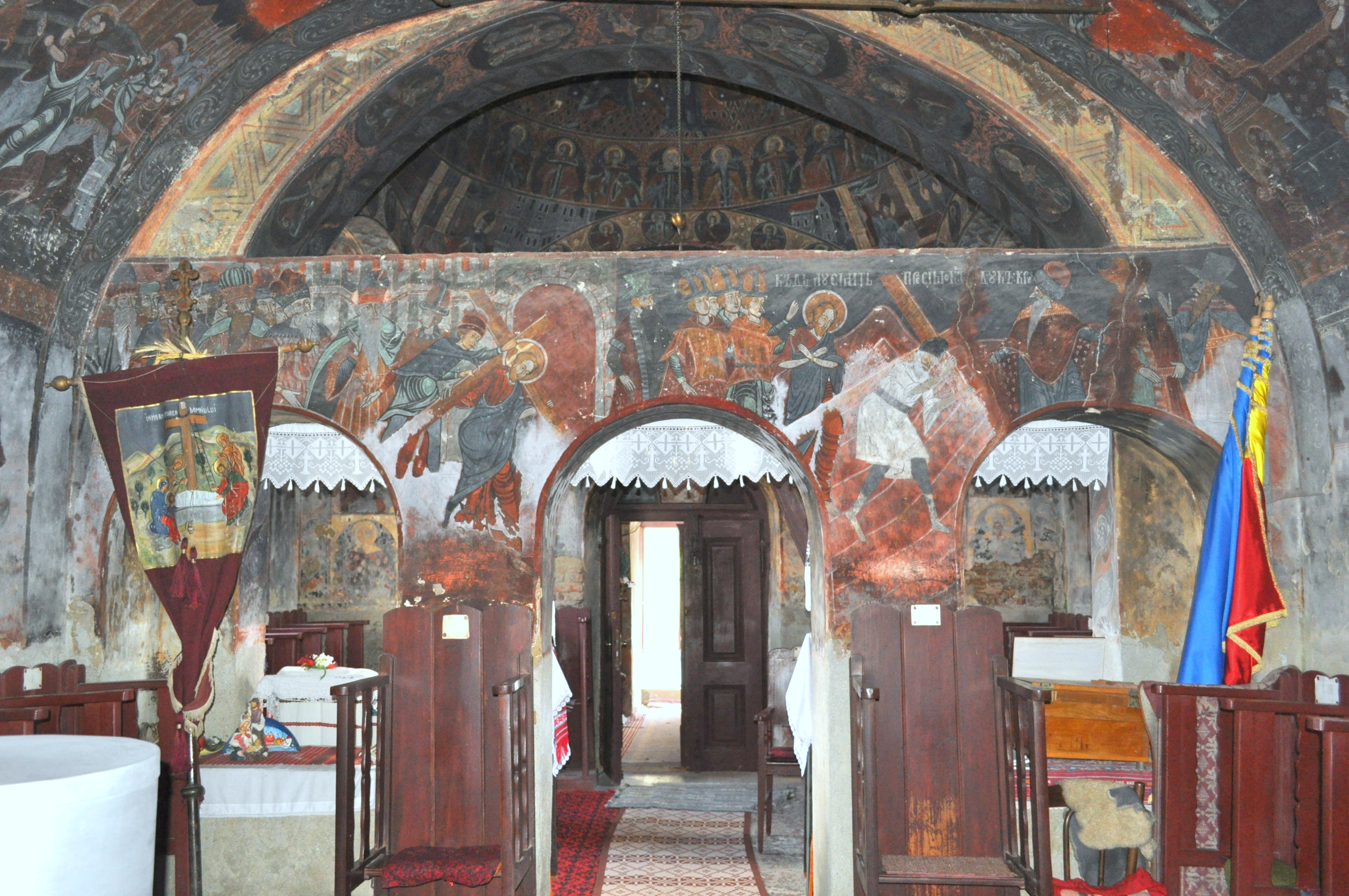
Biserica „Cuvioasa Parascheva” (monument istoric)
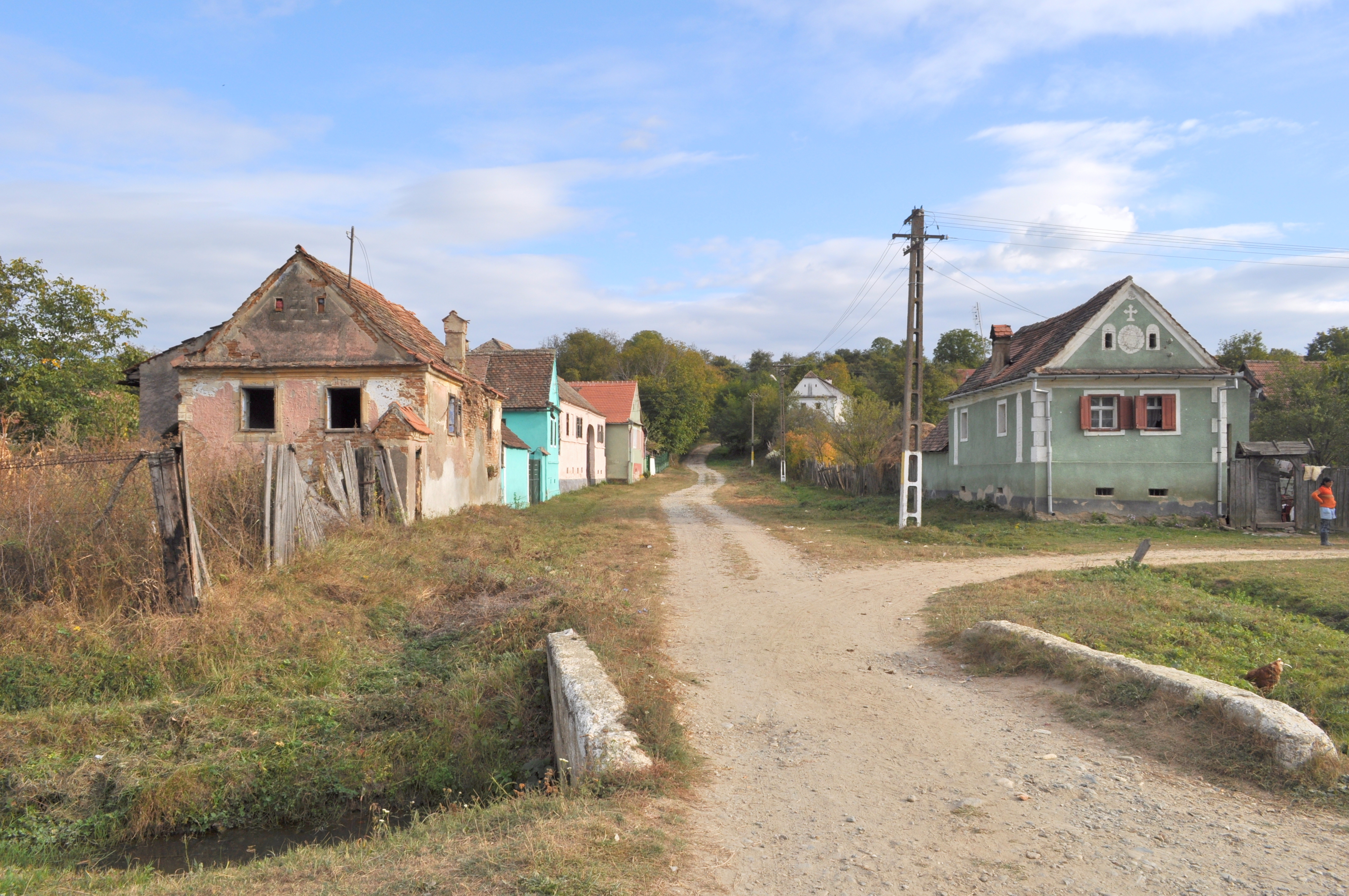
Țichindeal
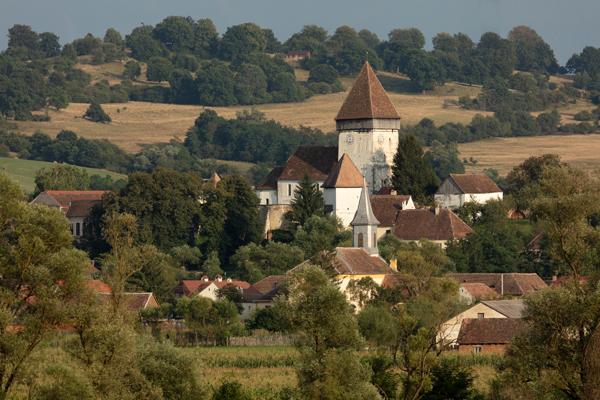
Hosman
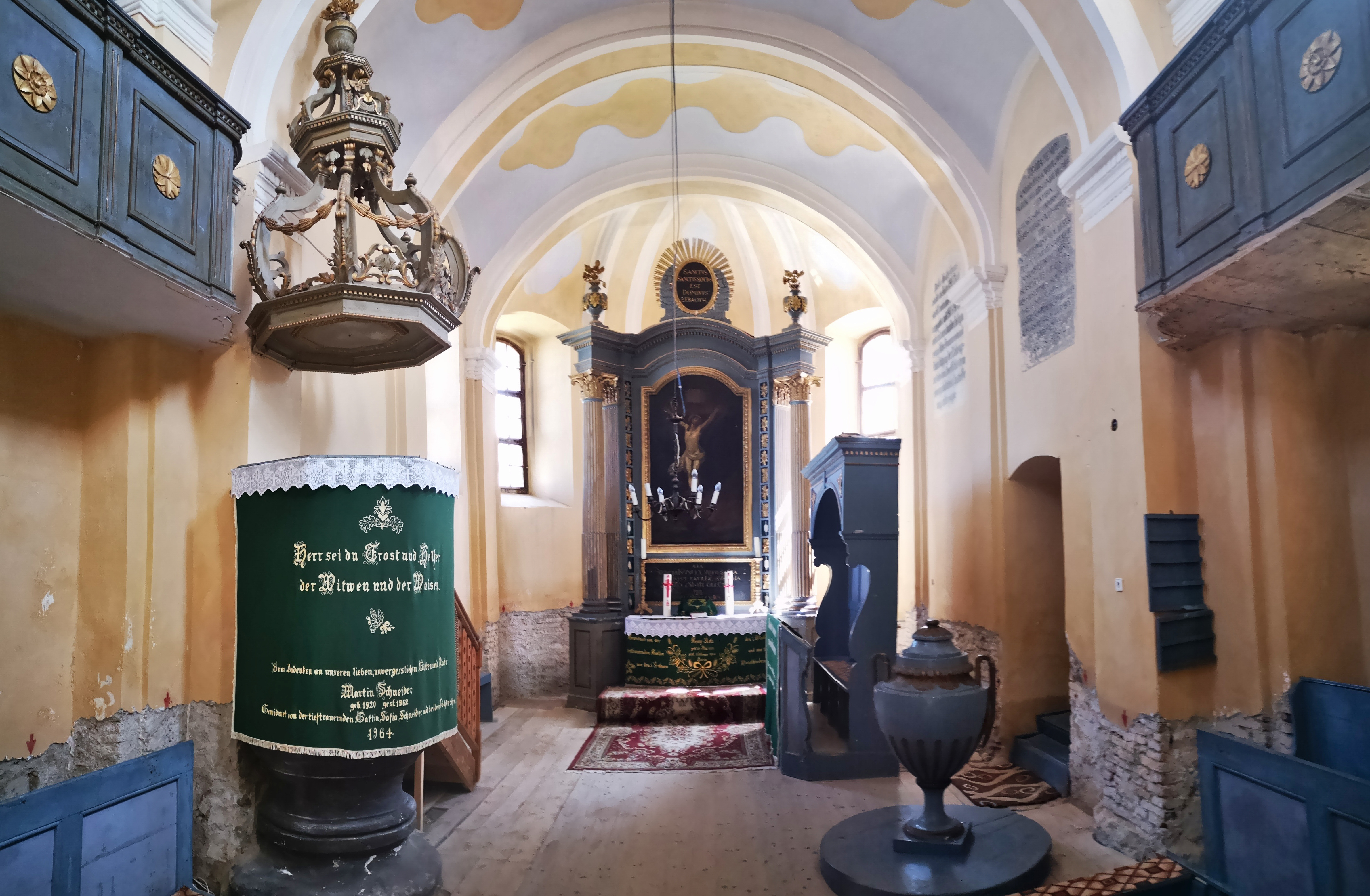
Biserica evanghelică fortificată (monument istoric)
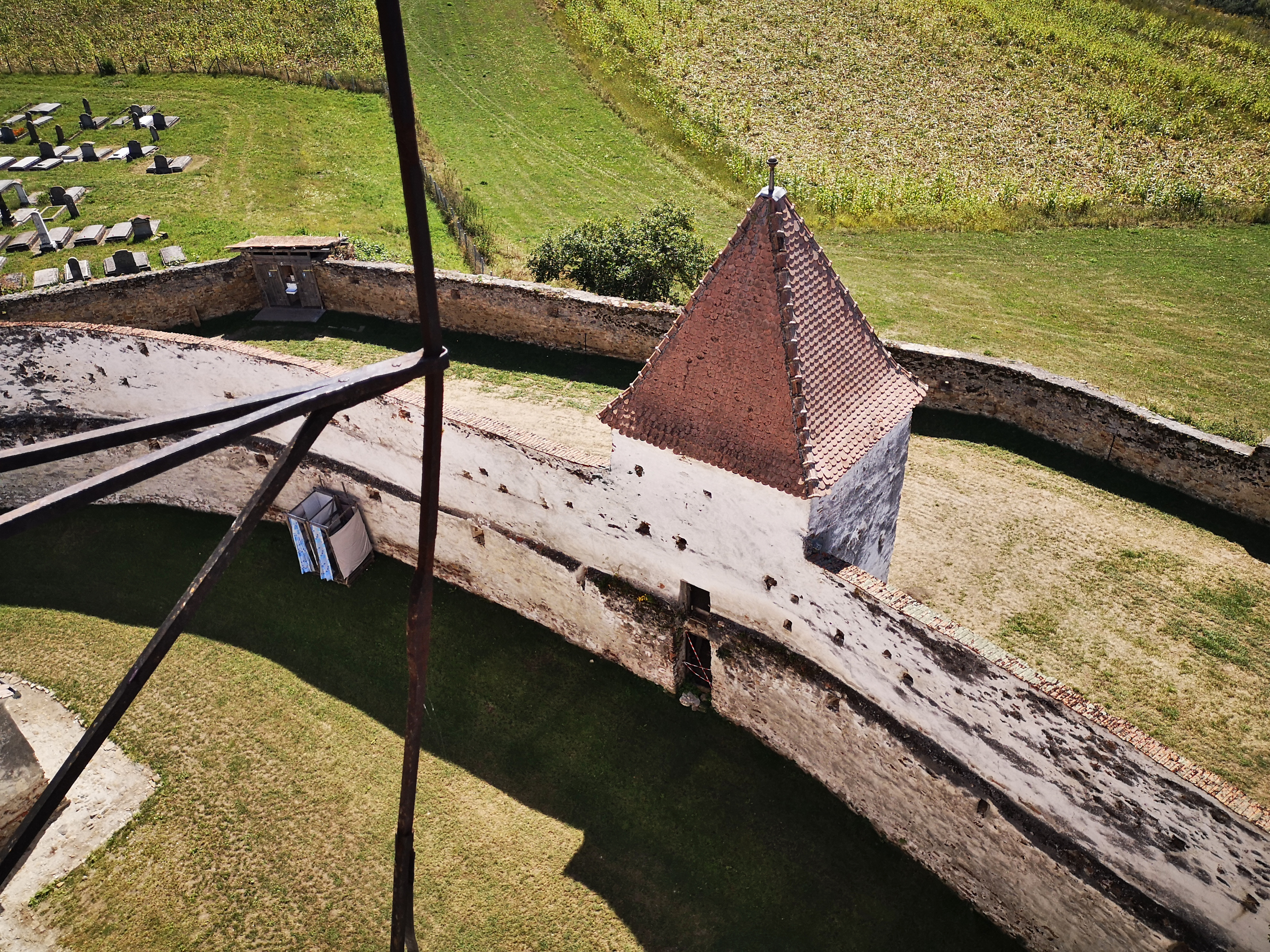
Fortificația
Biserica romano-catolică
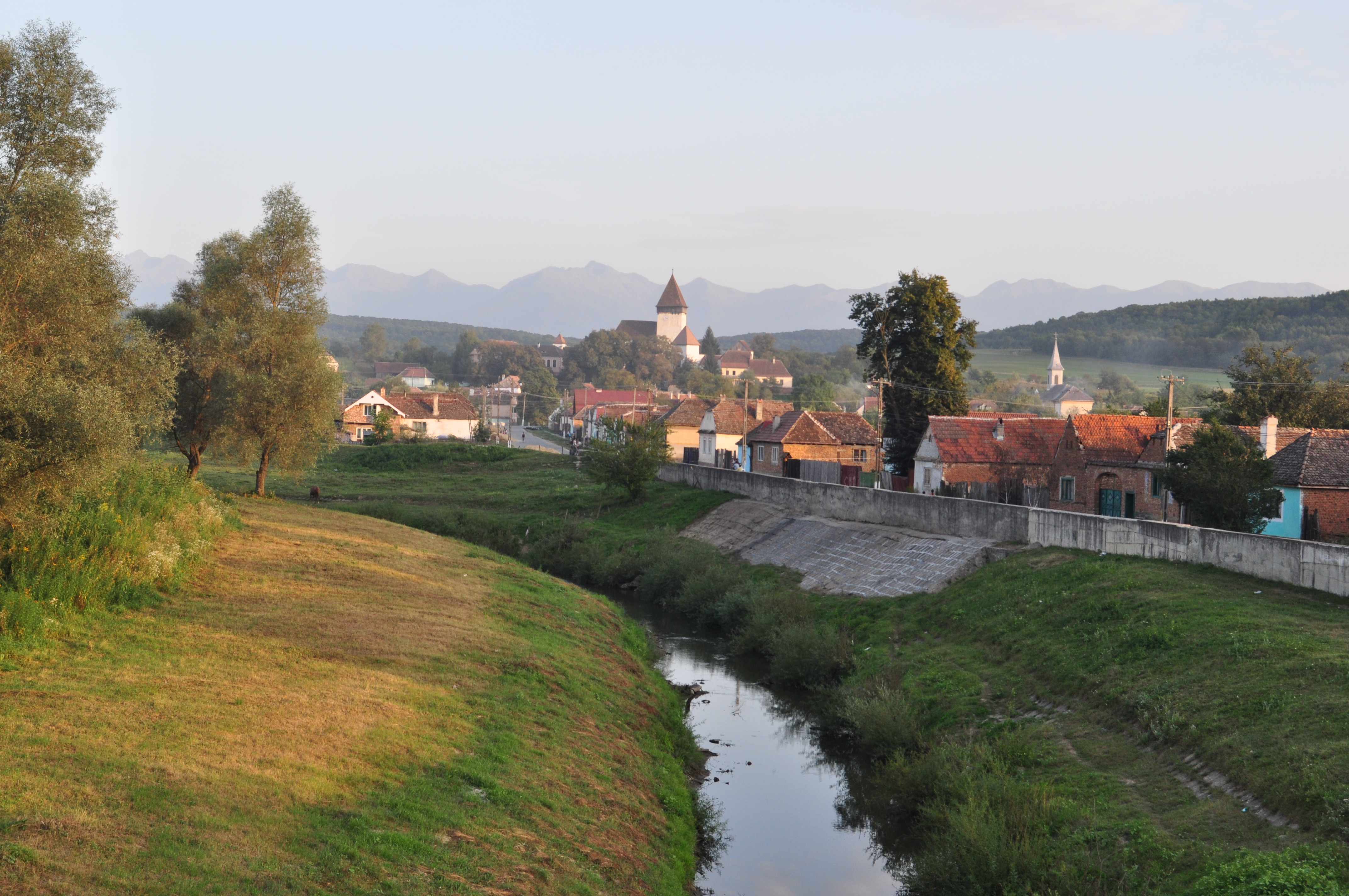
Hosman
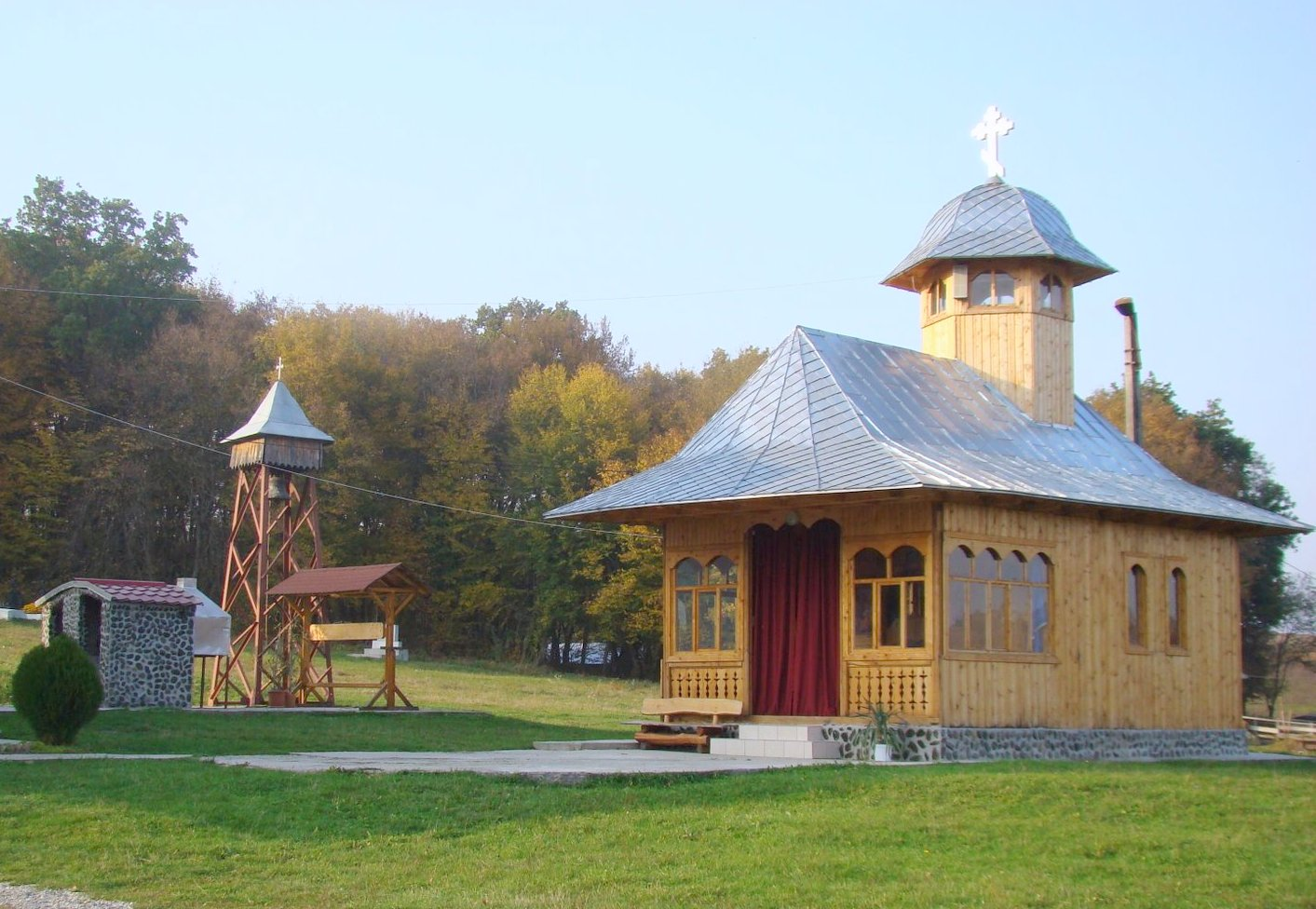
Mănăstirea Valea Hârtibaciului